# 3-MeO-PCE
La 3-metoxieticiclidina (abreviado 3-MeO-PCE ), también conocida como metoxieticiclidina, es un anestésico disociativo que es cualitativamente similar al PCE y la PCP. Es una de las drogas relacionadas al PCP que se ha vendido en línea como droga de diseño.
El 3-MeO-PCE tiene valores Ki de 61 nM para el NMDAR, 743 nM para el transportador de dopamina, 2097 nM para el receptor de histamina H2, 964 nM para el receptor adrenérgico alfa-2A, 115 nM para el transportador de serotonina, 4519 nM para el receptor σ1 y 525 nM para el receptor σ2. Aunque puede conducir a intoxicaciones severas, las principales manifestaciones y el manejo óptimo de sus intoxicaciones no han sido bien caracterizadas. Debido a los daños asociados con su uso, en abril de 2021 la Comisión de Estupefacientes de Naciones Unidas agregó al 3-MeO-PCP a la "Lista Verde" de materiales cubiertos por el Convenio sobre Sustancias Psicotrópicas de 1971 como sustancia de la Lista II.

## Estado legal
El uso del 3-MeO-PCE está prohibido en Suecia y Suiza.
Según la Ley de drogas de Chile, también conocida como Ley 20000, todos los ésteres y éteres de PCE son ilegales. Como el 3-MeO-PCE es un éter de PCE, su comercialización y uso en ese país es ilegal.
El 18 de octubre de 2012, el Consejo Asesor sobre el Uso Indebido de Drogas en el Reino Unido publicó un informe sobre la metoxetamina, diciendo que los daños de la metoxetamina son proporcionales a la Clase B de la Ley de Uso Indebido de Drogas (1971), a pesar de que la ley no clasifica este tipo de drogas según su potencial de daño. El informe continuó sugiriendo que todos los análogos de la metoxetamina también deberían convertirse en medicamentos de clase B y sugirió una cláusula general que cubriera tanto las arilciclohexaminas existentes como las drogas no investigadas, incluida la 3-MeO-PCE.
Este informe también describió el perfil de unión al receptor de la metoxetamina y tres disociativos adicionales 3-MeO-PCP, 4-MeO-PCP y la 3-MeO-PCE, lo que demuestra que tienen una afinidad significativa por el sitio PCP del receptor NMDA (NMDAR) y más tarde se publicó con más detalle esta relación de unión molecular.